# Tarcza zaporowa

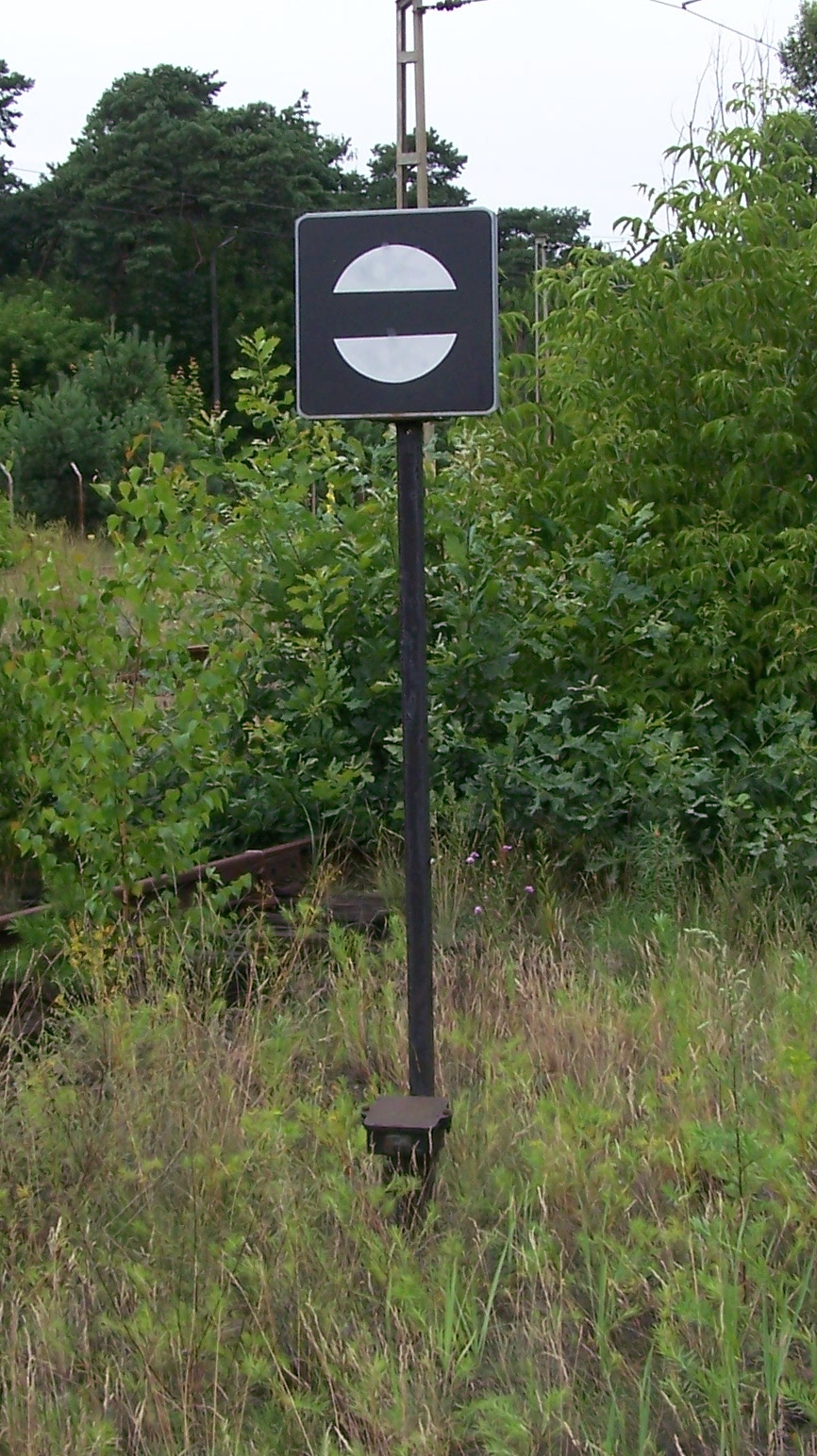
Tarcza zaporowa na stacji Otwock.

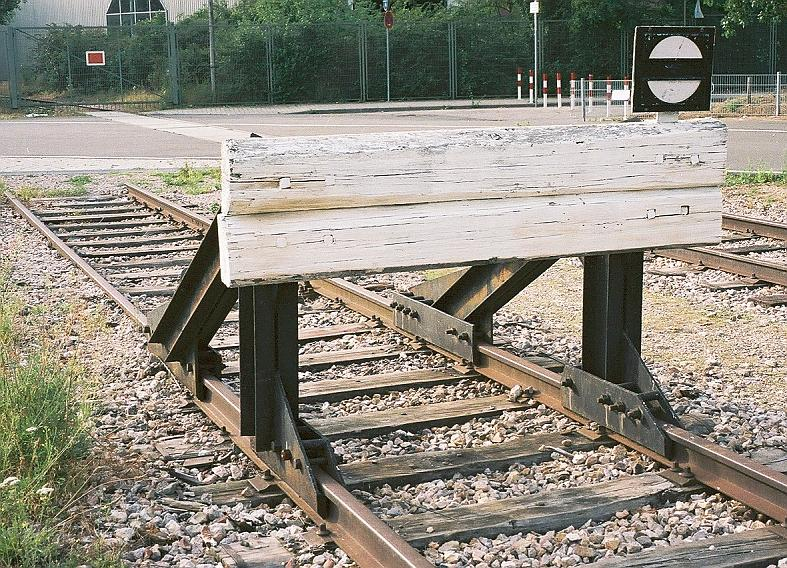
Kozioł oporowy z tarczą zaporową

Tarcza zaporowa – kolejowe urządzenie sygnalizacyjne dające sygnały zabraniające lub zezwalające na jazdę po torach stacyjnych. Zgodnie z definicją E1 – sygnały na tarczach zaporowych należą do sygnałów zamknięcia toru.

## Tarcza zaporowa kształtowa
Tarcza zaporowa kształtowa składa się z czarnej latarni z białym kołem z czarną kresą, umieszczonej na słupie. Tarcza zaporowa kształtowa pokazuje jednakowe sygnały w dzień i w nocy.
Latarnia tarczy zaporowej posiada z tyłu dwa otwory tworzące dwa światła w poziomie, w przypadku kiedy tarcza pokazuje sygnał Z1 "Stój!", lub wznoszące się pod kątem 45° w stronę prawą, w przypadku, gdy tarcza pokazuje sygnał zezwalający na jazdę (Z2). Jeśli tarcza zaporowa może wyświetlać tylko sygnał Z1 to posiada z tyłu latarni tylko jeden okrągły otwór przepuszczający mleczne białe światło. Jeżeli miejsce ustawienia tarczy jest dobrze oświetlone to można tarczy nie oświetlać w porze nocnej co stwierdza instrukcja iE-1.
Sygnały "Stój" na tarczach zaporowych kształtowych są ważne zarówno dla manewrów, jak i dla pociągów. Pociąg zatrzymany przed tarczą zaporową wskazującą sygnał "Stój" (Z1) może jechać dalej na rozkaz pisemny doręczony drużynie pociągowej lub przekazany za pomocą urządzeń łączności.
Tarczę zaporową ustawia się z prawej strony toru, do którego się ona odnosi.
| Sygnały podawane na tarczach zaporowych | Sygnały podawane na tarczach zaporowych |
| --------------------------------------- | --------------------------------------- |
| Z1 Stój!                                | Z2 Jazda dozwolona                      |